# Phigalia cinctaria
Phigalia cinctaria là một loài bướm đêm trong họ Geometridae.